# Energia delle correnti marine
L'energia delle correnti marine è l'energia cinetica prodotta dalle enormi masse d'acqua in movimento che costituiscono le correnti marine, dette anche correnti oceaniche. È una fonte di energia classificata tra le cosiddette "energie alternative" e "rinnovabili". Il nome fa riferimento alla classificazione dell'energia per modo di generazione.

## Principio
Le correnti marine possono essere paragonate ad immensi fiumi che scorrono in seno al mare. Si tratta di masse d'acqua di densità diversa, che non si mescolano tra loro ma scorrono a lungo l'una accanto all'altra, sopra e sotto, seguendo una direzione quasi costante e con una caratteristica velocità. Le correnti marine si distinguono dalle acque circostanti sia per la temperatura che per la salinità, ed a volte anche per il colore e le concentrazioni di materiali sospesi. Ne esistono di vario tipo: costiere, di mare aperto, superficiali e di profondità, stabili o stagionali, ecc.
Le correnti marine sono presenti dappertutto, in ogni mare, fiume, e in misura ridotta nei laghi, che generano grandezze inferiori, ma ugualmente sfruttabili, con alberi a camme con bilancieri, tarati a pochi centimetri dal pelo dell'acqua.

## Meccanismo
Le correnti marine sono dotate di energia cinetica, e possono essere sfruttate con lo stesso principio utilizzato per l'energia eolica, con generatori ad asse orizzontale (più adatte alle correnti marine costanti, come quelle presenti nel Mediterraneo) o verticale (per correnti di marea che cambiano direzione).
Le correnti marine sono presenti dappertutto, in ogni mare, fiume, e in misura ridotta nei laghi, che generano grandezze inferiori, ma ugualmente sfruttabili, con alberi a camme con bilancieri, tarati a pochi centimetri dal pelo dell'acqua. 
Uno dei siti più interessanti per lo sfruttamento in ambito mediterraneo di questa energia rinnovabile è lo Stretto di Messina, caratterizzato da correnti con velocità di 1,5 m/s. In studi dedicati è stata identificata anche una particolare tipologia di generatore, simile a un generatore eolico, ma con pale particolari (non  profilo alare), che sfruttano la doppia rotazione delle pale, sia attorno al mozzo dell'elica, sia attorno al proprio asse.
L'energia delle correnti di marea rappresenta una delle fonti più interessanti ed inesplorate tra le fonti di energie rinnovabili.